# Acanthogorgia
Acanthogorgia är ett släkte av koralldjur. Acanthogorgia ingår i familjen Acanthogorgiidae.

## Bildgalleri

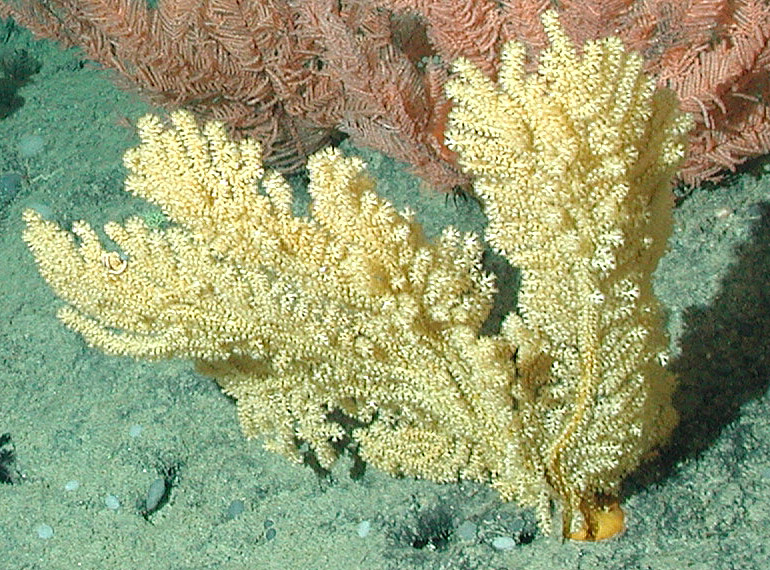
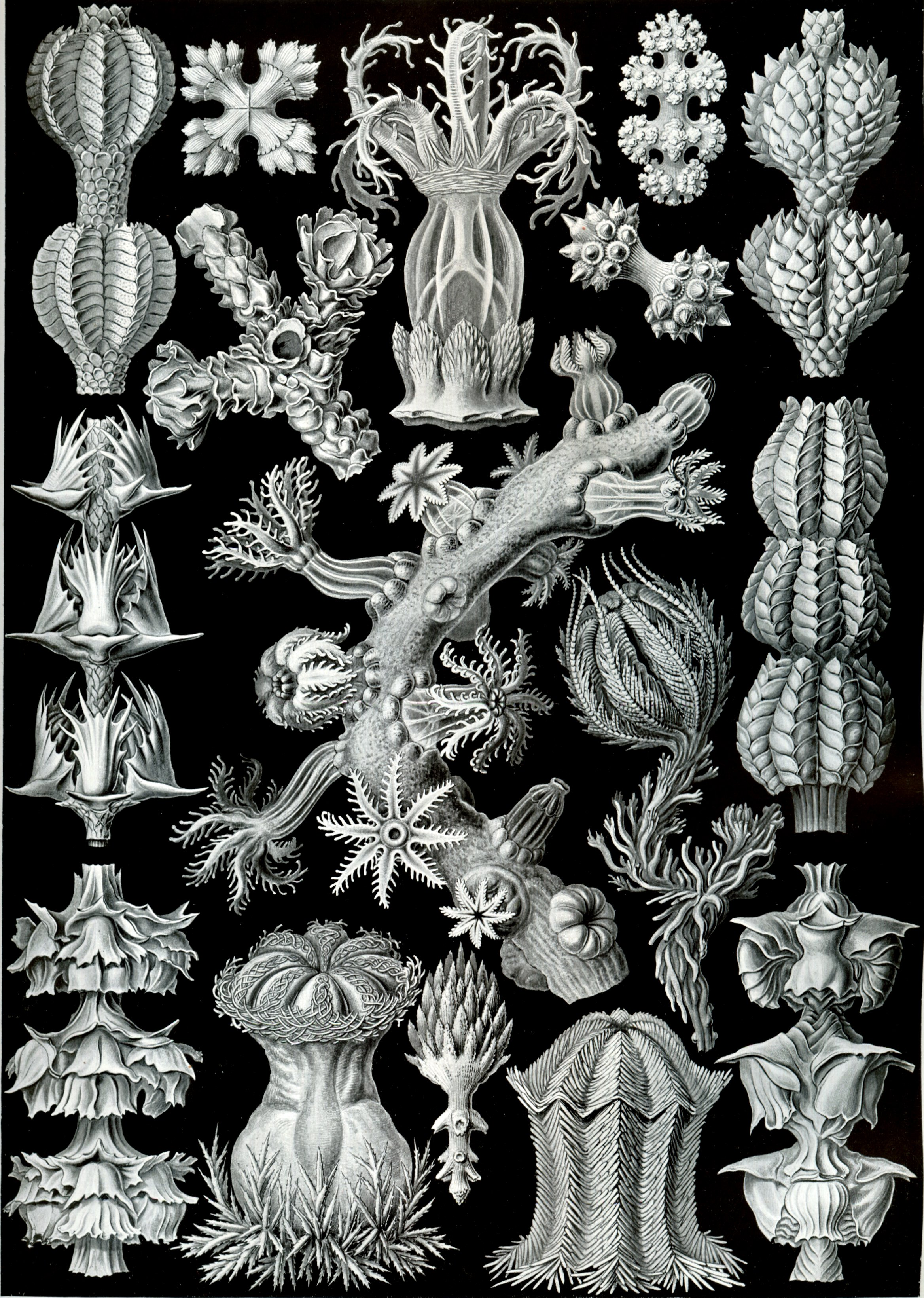

## Dottertaxa tillAcanthogorgia, i alfabetisk ordning[1]
- Acanthogorgia angustiflora
- Acanthogorgia armata
- Acanthogorgia aspera
- Acanthogorgia atlantica
- Acanthogorgia augusta
- Acanthogorgia australiensis
- Acanthogorgia bocki
- Acanthogorgia boninensis
- Acanthogorgia breviflora
- Acanthogorgia brevispina
- Acanthogorgia candida
- Acanthogorgia ceylonensis
- Acanthogorgia densiflora
- Acanthogorgia dofleini
- Acanthogorgia flabellum
- Acanthogorgia fusca
- Acanthogorgia glyphica
- Acanthogorgia goesi
- Acanthogorgia gotoensis
- Acanthogorgia gracillima
- Acanthogorgia grandiflora
- Acanthogorgia granulata
- Acanthogorgia gubalensis
- Acanthogorgia hedlundi
- Acanthogorgia hirsuta
- Acanthogorgia hirta
- Acanthogorgia horrida
- Acanthogorgia ildibaha
- Acanthogorgia incrustata
- Acanthogorgia inermis
- Acanthogorgia irregularis
- Acanthogorgia isoxya
- Acanthogorgia japonica
- Acanthogorgia laxa
- Acanthogorgia longiflora
- Acanthogorgia media
- Acanthogorgia meganopla
- Acanthogorgia multispina
- Acanthogorgia muricata
- Acanthogorgia paradoxa
- Acanthogorgia paramuricata
- Acanthogorgia pararidleyi
- Acanthogorgia pararmata
- Acanthogorgia paraspinosa
- Acanthogorgia paratruncata
- Acanthogorgia pico
- Acanthogorgia procera
- Acanthogorgia radians
- Acanthogorgia ramosissima
- Acanthogorgia ridleyi
- Acanthogorgia schrammi
- Acanthogorgia sibogae
- Acanthogorgia spinosa
- Acanthogorgia spissa
- Acanthogorgia striata
- Acanthogorgia studeri
- Acanthogorgia tenera
- Acanthogorgia thomsoni
- Acanthogorgia truncata
- Acanthogorgia turgida
- Acanthogorgia vegae
- Acanthogorgia verrilli
- Acanthogorgia wireni